# Amtsbezirk Persenbeug
Der Amtsbezirk Persenbeug war eine Verwaltungseinheit im Waldviertel in Niederösterreich.
Der Amtsbezirk war der Kreisbehörde in Krems an der Donau unterstellt und besorgte deren Amtsgeschäfte vor Ort. Die Zuständigkeit erstreckte sich neben Persenbeug auf die damaligen Gemeinden Altenmarkt, Artstetten, Auratsberg, Payerstetten, Priel, Dorfstetten, Fritzelsdorf, Gottsdorf, Hart, Ysper, Kapelleramt, Kehrbach, Kollnitz, Lehen, Leiben, Marbach, Maria Taferl, Münichreith, Nöchling, Nussendorf, St. Oswald, Klein-Pöchlarn, Rappoltenreith, Weitenegg und Wimberg.
Der Amtsbezirk umfasste dabei 26 Gemeinden mit 11.374 Einwohnern (lt. Zählung von 1851).